# Будзиська (Свентокшиське воєводство)
Будзиська (пол. Budziska) — село в Польщі, у гміні Лубніце Сташовського повіту Свентокшиського воєводства.
Населення — 467 осіб (2011).
У 1975-1998 роках село належало до Тарнобжезького воєводства.

## Демографія
Демографічна структура на день 31 березня 2011 року:
|          | Загалом | Допрацездатний вік | Працездатний вік | Постпрацездатний вік |
| -------- | ------- | ------------------ | ---------------- | -------------------- |
| Чоловіки | 224     | 50                 | 145              | 29                   |
| Жінки    | 243     | 47                 | 131              | 65                   |
| Разом    | 467     | 97                 | 276              | 94                   |